# Chiesa di Nostra Signora del Carmine (Sarzana)
L'antica chiesa di Nostra Signora del Carmine è stato un luogo di culto cattolico situato nel comune di Sarzana, in via del Carmine, in provincia della Spezia.

## Storia e descrizione

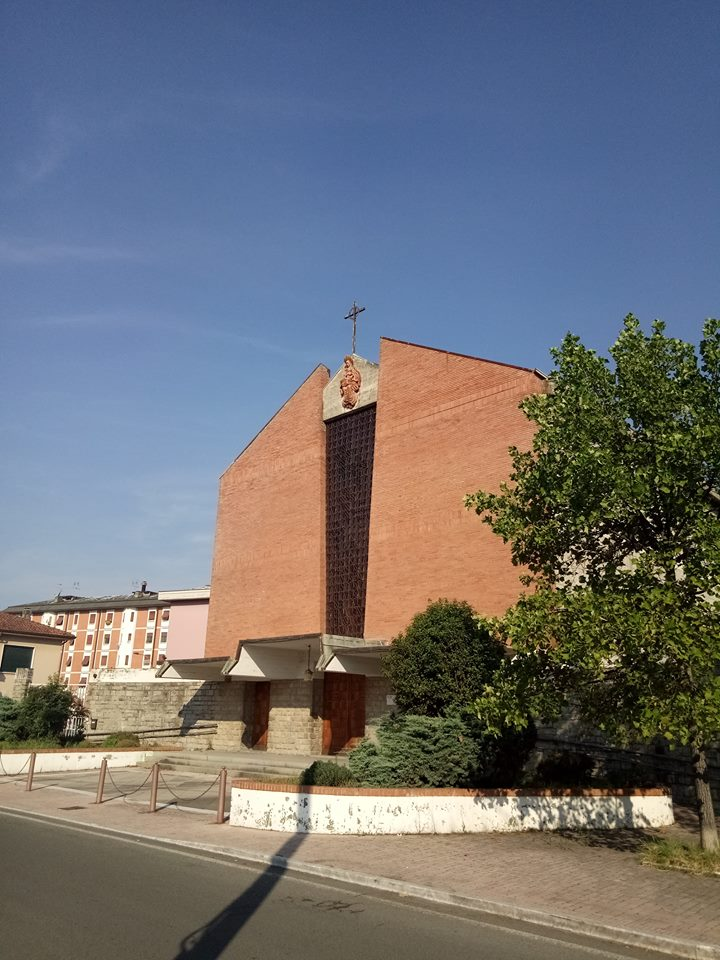
Veduta della facciata

Si trova nell'omonima via del Carmine, al di là delle mura, nel cosiddetto sobborgo Spina. Presenta una pianta centrale, ad aula unica, con quattro ampie cappelle in corrispondenza degli assi principali. Le opere d'arte un tempo conservate nella chiesa, sono oggi conservate nel museo diocesano di Sarzana.
La chiesa, oggi chiusa al pubblico e abbandonata, fu edificata nella metà del XVII secolo lungo la strada d'accesso alla porta della Dogana, quando si consolidò il quartiere esterno alle mura rinascimentali, soprattutto dopo il 1748 a seguito del disarmo delle fortificazioni della città.
Nella seconda metà del Novecento, in seguito allo sviluppo demografico del quartiere Trinità, venne costruita la nuova chiesa di Nostra Signora del Carmine. L'edificio, dalle forme decisamente contemporanee, è oggi sede della parrocchia omonima.